# Ski Dubai

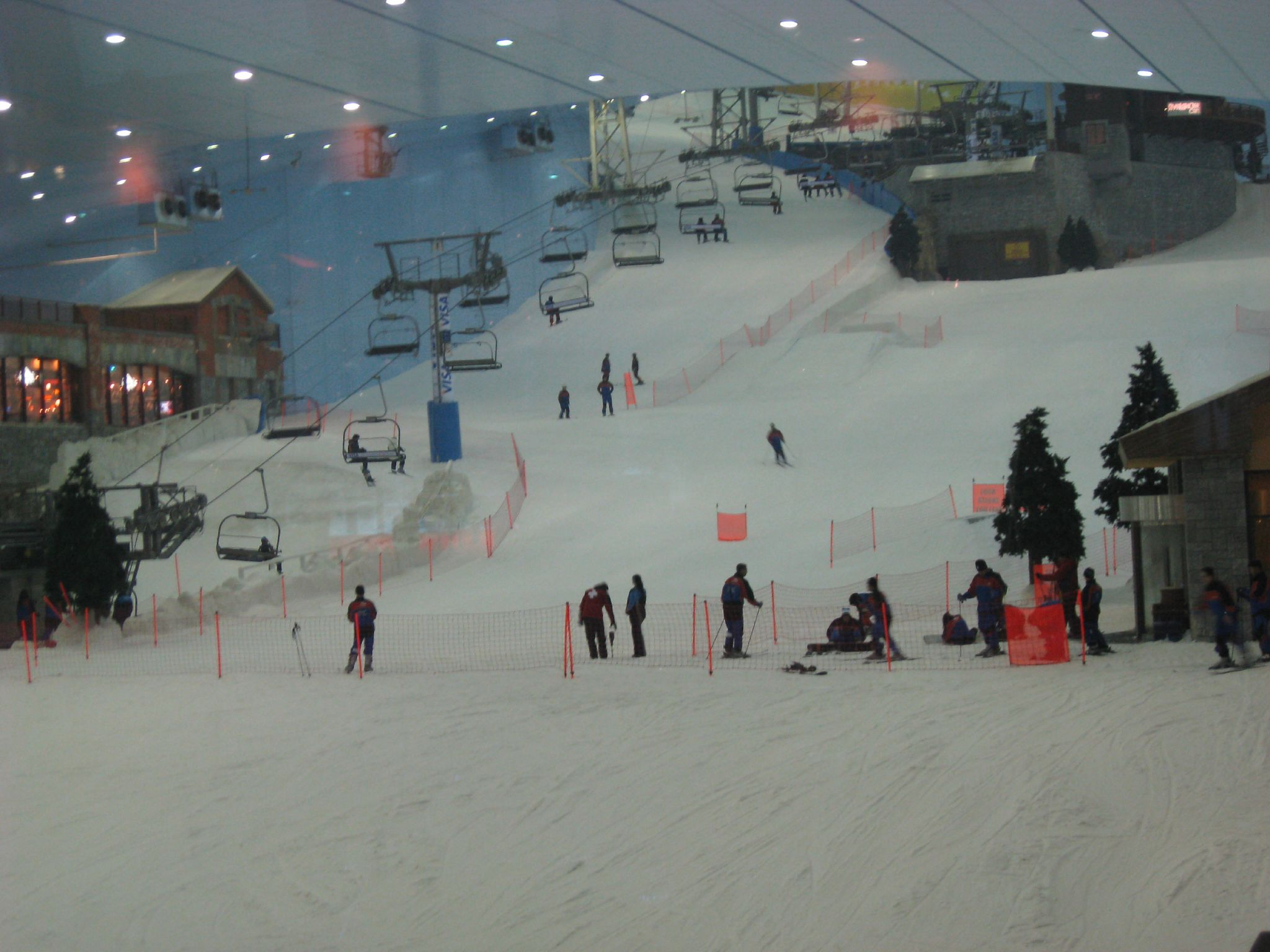
Pohled na sjezdovku zespodu

Ski Dubai je krytý lyžařský areál s 22 500 m². Je součástí obchodního centra Mall of the Emirates, jednoho z největších nákupních center na světě, které se nachází v Dubaji ve Spojených arabských emirátech a otevřeno bylo v listopadu 2005. Ski Dubai je součástí společnosti Majid Al Futtaim Group, která je lídrem nákupních center v regionu.
Krytý areál vytváří dojem 85 metrů vysoké hory s 5 svahy s různými strmostmi a obtížností, včetně 400 metrů dlouhé, celosvětově první kryté, černé sjezdovky a 90 metrů dlouhého koryta vyhrazeného pro snowboardisty. K přepravě na vrchol sjezdovky slouží čtyřsedačková lanovka nebo vlek, které jsou běžné i na jiných zimních letoviskách. V polovině lanovky stojí restaurace Avalanche Cafe s výhledem na celý areál. 3000 m² je vyhrazeno Snow Park hřišti se sáňkařskými dráhami, ledovou skluzavkou, šplhací věží, střelnicí na sněhové koule, ledovou jeskyní a 3D kinem. Mezi další zajímavosti patří sněhové bludiště a prostor pro vytváření sněhuláků. Zimní oblečení a lyžařské nebo snowboardové vybavení jsou zahrnuty v ceně vstupného, které se pohybuje zhruba okolo 1500 korun na celý den. Otevírací doba je po celý rok od desíti ráno do desíti večer.
Mimořádně účinný izolační systém je důležitým klíčem k udržení teploty −1 °C ve dne a −6 °C v noci, kdy se vyrábí sníh.
V roce 2007 získal Ski Dubai cenu Thea Outstanding Achievement Award od Themed Entertainment Association.